# Limnonectes larvaepartus
Limnonectes larvaepartus (лат.) — вид земноводных из семейства Dicroglossidae. Эндемик индонезийского острова Сулавеси. Единственный вид лягушек, у которого яйца развиваются до стадии головастика в яйцеводе. На свет появляются живые личинки, которые продолжают своё развитие в стоячих или медленно текущих водоёмах до стадии взрослого животного.

## Открытие
Впервые вид был открыт в 1996 году и назван Limnonectes ovovivipar. Видовое название указывает на свойственное виду яйцеживорождение, при котором головастики вылупляются из яиц, не покидая материнского организма. В источнике 2001 года он фигурировал под названием Limnonectes larviparus. Однако оба этих названия не были официальными научными названиями вида, а были только nomen nudum. В 2014 году он был назван Limnonectes larvaepartus и описан индонезийским герпетологом Джоко Искандаром (англ. Djoko Iskandar), а также Беном Эвансом (англ. Ben Evans) и Джимом МакГайр (англ. Jim McGuire). Новое видовое название образовано от лат. larva «злой дух; привидение; маска, личина» и parere «рождать». Исследователи собрали для изучения более 100 особей вида, и в 19 случаях они наблюдали непосредственное рождение головастиков или головастиков в яйцеводах. Кроме того, они видели живых головастиков в заиленных ручьях.
В 2015 году Международный институт изучения видов включил этот вид в список «Десять самых замечательных видов» в числе видов, описанных в 2014 году.

## Описание
Самцы достигают в длину в среднем 37,4 мм, в то время как у самок длина составляет в среднем 40,2 мм. Таким образом, Limnonectes larvaepartus является одним из самых маленьких видов лягушек на острове Сулавеси. Перепонки между пальцами лап хорошо развиты. Окраска спины сильно варьирует, как правило, она коричневато-серая, иногда тёмно-коричневая по бокам или красновато-коричневого цвета. У 23 % особей по середине спины проходит широкая тёмная полоса. Брюхо желтоватого или кремового цвета. Яркая полоска проходит под глазом от морды до уха, и морда также часто намного светлее, чем спина. Барабанная полость часто чёрного цвета в верхней половине и только в нижней половине того же цвета, что и окружающая кожа. Верхняя половина радужной оболочки золотисто-оранжевая.
Limnonectes larvaepartus живёт в лесах индонезийского острова Сулавеси. При этом лягушка избегает быстро текущих и глубоких водоёмов, некоторые из которых населены другими видами Limnonectes. Обитает в слое опавших листьев или травы. Самцы издают крики на берегу небольших прудов, в которых уже плавают несколько головастиков вида. Учёные считают, что соответствующие водоёмы самцы и самки посещают несколько раз в течение сезона размножения.

## Размножение
Размножение Limnonectes larvaepartus является уникальным для лягушек и ещё полностью не изучено. У большинства других видов лягушек яйца оплодотворяются самцами, когда их откладывают самки. Таким образом, происходит внешнее оплодотворение. У Limnonectes larvaepartus должно быть внутреннее оплодотворение, чтобы личинки смогли развиться в яйцеводах из яиц. Тем не менее, у самцов и самок не было обнаружено анатомических приспособлений, способных обеспечивать такой вид осеменения .
В двух фаллопиевых трубах одновременно могут развиваться около 100 личинок. Фаллопиевы трубы имеют очень тонкие и прозрачные стенки, и их диаметр может составлять до одного сантиметра. Головастики в них очень плотно упакованы и питаются желтком своих желточных мешков. Когда желток заканчивается, они рождаются и далее развиваются в воде. При рождении у них полностью сформирован хвост, и они могут самостоятельно питаться с помощью своей пасти и зубов .
У Limnonectes larvaepartus не наблюдалось дальнейшее развитие личинок в лягушат в утробе матери, как у Eleutherodactylus jasperi из Пуэрто-Рико или африканских жаб из родов Nectophrynoides и Nimbaphrynoides, поэтому это единственный вид, у которого самки рождают хорошо развитых головастиков, продолжающих развитие в воде.